# Syn panny młodej
Syn panny młodej (hiszp. El hijo de la novia) – argentyński komediodramat z 2001 roku w reżyserii Juana José Campanelli.
Obraz wszedł na ekrany argentyńskich kin 16 sierpnia 2001 roku. Był oficjalnym argentyńskim kandydatem do Oscara dla najlepszego filmu nieanglojęzycznego i ostatecznie zdobył nominację. Obraz zdobył wiele nagród, m.in. Srebrny Kłos na MFF w Valladolid oraz Srebrnego Kondora dla najlepszego argentyńskiego filmu roku.

## Fabuła
Rafael Belvedere to 42-letni mężczyzna przytłoczony natłokiem obowiązków i przeżywający kryzys wieku średniego. Żyje w cieniu swojego ojca, restauratora Nino; odczuwa wyrzuty sumienia, że rzadko odwiedza swoją matkę Norę, która ma coraz więcej zaników pamięci; jego była żona uskarża się, że za mało czasu poświęca córce. Jakby tego wszystkiego było mało, Rafael planuje też się oświadczyć swojej nowej partnerce.

## Obsada
- Ricardo Darín – Rafael Belvedere
- Héctor Alterio – Nino Belvedere
- Norma Aleandro – Norma Belvedere
- Eduardo Blanco – Juan Carlos
- Natalia Verbeke – Nati
- Gimena Nóbile – Vicki
- David Masajnik – Nacho
- Claudia Fontán – Sandra
- Atilio Pozzobon – Francesco
- Salo Pasik – Daniel
- Humberto Serrano – ojciec Mario
- Fabián Arenillas – Sciacalli
- Mónica Cabrera – Carmen
- Giorgio Bellora – Marchiolli
- Mónica Virgilito – pielęgniarka
- Adrián Suar – Dodi
- Juan José Campanella – lekarz[4]

## Produkcja
Zdjęcia kręcono w Buenos Aires.